# S-Bahn Steiermark
S-Bahn Steiermark (også S-Bahn Graz) er en nærbane i og omkring Graz i delstaten Steiermark i Østrig. S-banen er en udbygning og opklassificering af det eksisterende regionaltogsnet. Udbygningen blev påbegyndt i 1998, og blev sat i drift den 9. december 2007. Banen udbygges fortsat, og forventes at være færdig i 2016. S-banen skal i fremtiden køre i 15-minutters interval, ligesom der indsættes lavtgulvsvogne med air-condition.
Udbygningen af infrastrukturen forventes at koste delstaten Steiermark ca. 20 mio Euro årligt i 10 år. Det forventes, at der dagligt rejser 25.000 flere passagerer med banen, når projektet er færdig i 2016. Det svarer til en vækst i passagerantallet på omkring 80 %.

## Linjer og materiel
Der er 9 S-banelinjer med i alt 97 stationer, som planlægges udbygget til 11 linjer med 112 stationer. Hver linje er symboliseret med egen farve, og alle linjer, der udgår fra Graz har éncifrede linjenumre. Baner, der deler sig, får tocifrede linjenumre, hvor grundlinjens nummer ganges med ti og nummeres fortløbende (dvs. linje S3, der deles i to linjer, bliver til hhv. S31 og S32). Eksisterende og planlagte linjer er:
| Linje | Strækning                                         | Strækningsnavn                       | Drives af                               | Idriftsat         |
| ----- | ------------------------------------------------- | ------------------------------------ | --------------------------------------- | ----------------- |
| S1    | Graz – Peggau-Deutschfeistritz – Bruck an der Mur | Südbahn                              | Österreichische Bundesbahnen            | 9. december 2007  |
| S11   | Peggau-Deutschfeistritz – Übelbach                | Lokalbahn Peggau-Übelbach            | Steiermärkische Landesbahnen            | 9. december 2007  |
| S3    | Graz – Gleisdorf – Feldbach – Fehring             | Steirische Ostbahn                   | Österreichische Bundesbahnen            | Ikke kendt (*)    |
| S31   | Gleisdorf – Weiz                                  | Landesbahn Gleisdorf–Weiz            | Steiermärkische Landesbahnen            | Ikke kendt (*)    |
| S32   | Feldbach – Bad Gleichenberg                       | Landesbahn Feldbach–Bad Gleichenberg | Steiermärkische Landesbahnen            | Ikke kendt (*)    |
| S5    | Graz – Spielfeld-Straß                            | Südbahn                              | Österreichische Bundesbahnen            | 9. december 2007  |
| S51   | Spielfeld-Straß – Bad Radkersburg                 | Radkersburger Bahn                   | Österreichische Bundesbahnen            | 9. december 2007  |
| S6    | Graz – Werndorf – Wies-Eibiswald                  | Koralmbahn, Wieserbahn               | Graz–Köflacher Bahn und Busbetrieb GmbH | 12. december 2010 |
| S61   | Graz – Lieboch – Wies-Eibiswald                   | Wieserbahn                           | Graz–Köflacher Bahn und Busbetrieb GmbH | 9. december 2007  |
| S7    | Graz – Lieboch – Köflach                          | Graz–Köflacher Eisenbahn             | Graz–Köflacher Bahn und Busbetrieb GmbH | 9. december 2007  |

(*) Idriftsætningen af linjerne  S3 ,  S31  og  S32  afventer en udvidelse af det eksisterende skinnenet.
S-banenettet køres af de tre selskaber Österreichische Bundesbahnen (ÖBB), Steiermärkische Landesbahnen (STLB) og Graz-Köflacher Bahn und Busbetrieb (GKB), der alle kører under samme takstsystem fra Steiermarks trafikfællesskab Verbund Linie.
På S-banenettet anvendes tre forskellige vogntyper: Desiro-vogne fra Siemens (ÖBB serie 5022), TALENT fra Bombardier Transportation (ÖBB serie 4024) samt vogne fra ÖBB's CityShuttle-koncept

## Udbygning
Udbygningen af banenettet til S-banen sker i tre faser:

### Fase 1
Denne fase udførtes med åbningen i 2007, hvor der blev indsat flere tog i morgenmyldretiden mod Graz centrum og i aftenmyldretiden i udadgående retning. Linjerne S1, S11, S5, S51, S6 og S7 kører i hovedreglen på faste minuttal. Linjerne S3, S31 og S32 kører ligeledes med tættere intervaller, men på grund af den énsporede strækning uden tilstrækkelige vigemuligheder betegnes banen endnu ikke som S-bane, men kører med regionaltogsnumrene R530, R531 og R532 og kører ikke på faste minuttal.
Den nye banegård Graz Don Bosco er en vigtig omstigningsstation for syd- og østkommende togpassagerer til Graz. Der er skabt nemme omstigningsmuligheder til flere buslinjer (og senere også en sporvognslinje), der holder direkte under banegården. Stationen aflaster Graz Hauptbahnhof og skaber samtidig hurtigere transport til Graz centrum.

### Fase 2
Denne fase planlægges afsluttet i 2011, og her skal alle linjer køre i faste minuttal i faste intervaller, der er afstemt efter hinanden. Regionaltog skal køre hver time, i myldretiden skal køres hver halve time og efter behov i 15-minutters intervaller. Der etableres endvidere flere vigemuligheder på østbanen (S3), så S-banetrafik også bliver mulig her.

### Fase 3
Denne fase indeholder en yderligere udbygning af østbanen og alle baneforbindelser til og fra Graz bliver udstyret med moderne materiel. Alle stationer får fælles udtryk, og der etableres moderne informationssystemer på alle stationer.